# Hörhof (Obernzenn)
Hörhof (fränkisch: Häahof) ist ein Gemeindeteil des Marktes Obernzenn im Landkreis Neustadt an der Aisch-Bad Windsheim (Mittelfranken, Bayern). Hörhof liegt in der Gemarkung Unteraltenbernheim.

## Geografie
Unmittelbar südlich der Einöde mündet der Augraben als linker Zufluss in den Kemmathbach, einen rechten Zufluss der Zenn. 0,5 km südöstlich des Ortes liegt das Waldgebiet Wolfsklinge. Die Kreisstraße AN 21/NEA 38 führt nach Sondernohe (1,2 km südlich) bzw. an der Binsmühle vorbei nach Unteraltenbernheim zur Staatsstraße 2413 (1,5 km nordöstlich).

## Geschichte
Der Ort wurde 1294 als „zu der Herde“ erstmals urkundlich erwähnt, 1509 erstmals „Hoff zu der Herde“ und 1580 „Hehrhof“. Das Bestimmungswort ist herte (mhd. für Härte, Strenge) und bezieht sich auf die Bodenbeschaffenheit. Tatsächlich befindet sich Hörhof auf einem harten mit Steinen durchsetzten Keuperboden.
Gegen Ende des 18. Jahrhunderts gehörte Hörhof zur Realgemeinde Limbach. In Hörhof gab es ein Anwesen. Das Hochgericht übte das Obervogteiamt Virnsberg aus. Das Anwesen hatte die Deutschordenskommende Virnsberg als Grundherrn.
Im Rahmen des Gemeindeedikts wurde Hörhof dem 1808 gebildeten Steuerdistrikt Sondernohe und der 1811 gebildeten Ruralgemeinde Sondernohe zugeordnet. Mit dem Zweiten Gemeindeedikt (1818) wurde er in die neu gebildete Ruralgemeinde Unteraltenbernheim umgemeindet. Am 1. Mai 1978 wurde Hörhof im Zuge der Gebietsreform in Bayern nach Obernzenn eingemeindet.

### Baudenkmal
- Feldkapelle[11]

### Einwohnerentwicklung
| Jahr      | 001818 | 001840 | 001861 | 001871 | 001885 | 001900 | 001925 | 001950 | 001961 | 001970 | 001987 |
| Einwohner | 7      | 9      | 8      | 9      | 11     | *      | *      | 12     | 6      | 6      | 4      |
| Häuser    | 1      | 1      |        |        | 1      | *      | *      | 1      | 1      |        | 1      |
| Quelle    | [ 13 ] | [ 14 ] | [ 15 ] | [ 16 ] | [ 17 ] | [ 18 ] | [ 19 ] | [ 20 ] | [ 21 ] | [ 22 ] | [ 1 ]  |

## Religion
Der Ort ist evangelisch-lutherisch geprägt und bis heute nach St. Martin (Unteraltenbernheim) gepfarrt. Die Einwohner römisch-katholischer Konfession sind nach Mariä Himmelfahrt (Sondernohe) gepfarrt.